# Hereu presumpte
Un hereu presumpte o hereva presumpta és la persona amb dret a heretar un tron, títol nobiliari, o un altre l'honor hereditari, però que la seva posició pot ser desplaçada pel naixement d'un hereu natural, home o dona, o d'un nou hereu presumpte amb millor dret a la posició en qüestió. La posició és, però, subjecte a la legislació i / o convencions que poden alterar qui té dret a ésser hereu presumpte.
Depenent de les regles de la monarquia, l'hereu presumpte pot ser ser la filla d'un rei (si els homes tenen prioritat sobre les dones i el monarca no té fills), o el membre més antic de la línia col·lateral (si el monarca no té fills); el naixement d'un fill legítim del monarca desplaçarà a l'antic hereu presumpte o hereva presumpta per un nou hereu presumpte o hereva presumpta. No se suposa que el monarca i el seu consort són incapaços de tenir més fills; el dia abans que la reina Isabel II va ascendir al tron, el seu pare estava greument malalt i la seva mare estava en els seus 50 anys, però Isabel encara era considerada l'hereva presumpta en lloc de l'hereva.
«Hereu presumpte», com «hereu natural», no és un títol o la posició per se. Més aviat, és un terme general per a una persona que té un cert lloc en l'ordre de successió. En algunes monarquies, l'hereu natural confirmat, ipso facto es converteix en un títol i rang específic (per exemple, Dinamarca, Països Baixos, Regne Unit), això també de vegades ser el cas dels títols nobiliaris (per exemple, Espanya, Regne Unit), però l'hereu presumpte no porta aquest títol. En altres monarquies (per exemple, Mònaco, Espanya), l'hereu de la corona porta un títol específic (és a dir, «Príncep hereditari / Princesa de Mònaco», «Príncep / Princesa d'Astúries») per dret, independentment de si ell o ella és hereu o hereva aparent o presumpte.
Un hereu pot deixar d'heretar per altres raons que el desplaçament, per exemple mitjançant la mort o incapacitat de l'hereu, l'abolició del títol, o canvis en les regles de l'herència.

## Hereus presumptes simultanis
En el dret comú anglès d'herència, no hi ha antiguitat entre germanes; quan no hi ha un fill per heretar, totes les filles tenen el mateix dret. Per tant, certs títols hereditaris poden tenir múltiples hereves presumptes simultànies. Atès que aquest títol no pot estar ocupat per dues persones al mateix temps, dues filles (sense un germà) que hereten el títol d'aquesta manera, com el títol és proindivís, abans d'heretar el títol totes dues són hereves presumptes.
En aquestes circumstàncies, el títol, de fet, es manté en suspens fins que una persona representa la reclamació de totes les parts, o es renuncia la reclamació per un o altre per a ella i els seus hereus, o el suspens es finalitzat per la Corona. Hi ha procediments especials per al maneig dels casos dubtosos o controvertits.

## Hereus presumptes en2025
- Leonor de Borbó, Princesa d'Astúries, és l'hereva presumpta de Felip VI d'Espanya. Si el seu pare té un fill legítim, que seria hereu natural, Leonor retrocediria un lloc en la línia de successió.
- El príncep Dipangkorn Rasmijoti és el presumpte hereu de Vajiralongkorn, rei de Tailàndia. D'acord amb la Llei de Palau sobre la successió de 1924, el rei regnant té poder absolut per nomenar a qualsevol home reial com a hereu natural i d'anunciar públicament «la posició de l'esmentat hereu perquè sigui segura i indiscutible».

## Exemples d'hereus presumptes que no van heretar el tron
- Britànic era l'hereu presumpte al seu germanastre Neró fins a la seva mort en el 55.
- Edmond d'Escòcia era l'hereu presumpte al seu oncle Donald III d'Escòcia fins l'enderrocament del seu oncle en 1097.
- Artur I de Bretanya era l'hereu presumpte al seu oncle Ricard I d'Anglaterra, però després de la mort de Ricard en 1199, l'oncle d'Artur, Joan sense terra, va ocupar el tron.
- Pere I d'Urgell era l'hereu presumpte al seu nebot, Alfons III de Portugal, fins a la seva fins a la seva mort en 1258.
- Margarida d'Escòcia, reina de Noruega, era l'hereva presumpta al seu pare Alexandre III d'Escòcia fins a la seva mort en 1283.
- Marjorie Bruce era l'hereva presumpta al seu pare Robert I d'Escòcia fins a la seva mort en 1316.
- Carles de Valois era l'hereu presumpte al seu nebot Carles IV de França fins a la seva mort en 1325.
- Joan de Gant era l'hereu presumpte al seu nebot Ricard II d'Anglaterra fins que va ser canviada la llei de successió en 1386.
- Roger Mortimer, 4t comte de March, va ser l'hereu presumpte a Ricard II d'Anglaterra, després del canvi de la llei de successió en 1386, fins a la seva mort en 1398.
- Edmund Mortimer, 5è comte de March, va ser l'hereu presumpte a Ricard II fins l'abdicació forçada de Ricard en 1399.
- Robert Stewart, duc d'Albany, era l'hereu presumpte al seu nebot Jaume I d'Escòcia fins a la seva mort en 1420.
- Tomàs de Lancaster, 1r duc de Clarence era l'hereu presumpte al seu germà Enric V d'Anglaterra als seus germans de la seva successió en 1413 fins a la seva mort en 1421.
- Murdoch Stewart, duc d'Albany era l'hereu presumpte del seu cosí Jaume I d'Escòcia fins que va ser executat en 1425.
- Joan de Lancaster, 1r duc de Bedford era l'hereu presumpte al seu nebot Enric VI d'Anglaterra fins a la seva mort en 1435.
- Walter Stewart, comte d'Atholl era l'hereu presumpte al seu renebot de Jaume II d'Escòcia fins que va ser executat en 1437 per la seva participació en la mort de l'anterior rei Jaume I d'Escòcia.
- Humphrey de Lancaster, duc de Gloucester era l'hereu presumpte al seu nebot Enric VI d'Anglaterra fins a la seva mort en 1447.
- Ricard Plantagenet, duc de York, era l'hereu presumpte al rei Enric VI d'Anglaterra fins al naixement del fill d'Enric, Eduard de Westminster, príncep de Gal·les (que tampoc es va convertir en rei), en 1453.
- Joana la Beltraneja era l'hereva presumpta al seu pare Enric IV de Castella fins que va nomenar a la seva germana, Isabel I de Castella, com a hereva al seu lloc.
- Alfons de Castella, príncep d'Astúries, va ser l'hereu presumpte del seu germanastre Enric IV de Castella fins a la seva mort en 1468.
- George Plantagenet, 1r duc de Clarence era l'hereu presumpte al seu germà Eduard IV d'Anglaterra fins que va fugir després de rebel·lar-se contra ell en 1470.
- Eduard Plantagenet, 17è comte de Warwick era l'hereu presumpte del seu oncle Ricard III d'Anglaterra fins que va ser retirat de la successió en 1485.
- John de la Pole, 1r comte de Lincoln, era l'hereu presumpte del seu oncle Ricard III fins que el rei va morir en combat en 1485.
- Isabel d'Aragó, reina de Portugal, era l'hereva presumpta dels seus pares Isabel I de Castella i Ferran II d'Aragó fins a la seva mort en 1498.
- Miquel da Paz, príncep de Portugal, a més de ser hereu del seu pare Manuel I de Portugal, era l'hereu presumpte dels seus avis Isabel I de Castella i Ferran II d'Aragó fins a la seva mort en 1500.
- James Stewart, duc de Ross era l'hereu presumpte al seu germà Jaume IV d'Escòcia fins a la seva mort en 1504.
- John Stewart, duc d'Albany era l'hereu presumpte de Jaume V d'Escòcia fins a la seva mort en 1536.
- Carles d'Habsburg, príncep d'Astúries, a més de ser hereu del seu pare Felip II d'Espanya, també era l'hereu presumpte al seu cosí Sebastià I de Portugal fins a la seva mort en 1568.
- James Hamilton, 2n comte d'Arran, era l'hereu presumpte de Jaume VI d'Escòcia fins a la seva mort en 1575.
- Ranuccio I de Parma era l'hereu presumpte al seu besoncle Enric I de Portugal fins que va sorgir una crisi de successió després de la mort Enric en 1580.
- Enric Hèrcules era l'hereu presumpte al seu germà Enric III de França fins a la seva mort en 1584.
- Carles de Borbó era l'hereu presumpte al seu nebot Enric IV de França fins a la seva mort en 1590.
- Demetri d'Úglitx era l'hereu presumpte al seu mig germà Teodor I de Rússia fins a la seva mort en 1591.
- Dmitry Shuiski era l'hereu presumpte al seu germà Vasili IV de Rússia fins que el seu germà va ser enderrocat el 1610.
- Segimon III Vasa era l'hereu presumpte al seu fill Ladislau IV de Polònia fins l'enderrocament del seu fill en 1613.
- Nicolau de França era l'hereu presumpte al seu germà Lluís XIII de França fins a la seva mort en 1611.
- Carles Felip Vasa, duc de Södermanland, era l'hereu presumpte al seu germà Gustau II Adolf de Suècia fins a la seva mort en 1622.
- Caterina Vasa era l'hereva presumpta a la seva neboda Cristina de Suècia fins a la seva mort en 1638.
- Margarida d'Espanya era l'hereva presumpta al seu germà Carles II de Castella fins a la seva mort en 1673.
- Maria Antònia d'Àustria era l'hereva presumpta al seu oncle Carles II fins a la seva mort en 1692.
- Josep Ferran, príncep elector de Baviera, a més de ser hereu al seu pare Maximilià II Manuel, elector de Baviera, era l'hereu presumpte al seu besoncle Carles II fins a la seva mort en 1699.
- Carolina d'Orange-Nassau, primera filla de Guillem IV d'Orange-Nassau, va ser hereva presumpta fins al naixement del seu germà Guillem V.
- Sofia del Palatinat, electriu de Hannover, va ser declarada hereva presumpta al tron britànic per l'Acta d'Establiment de 1701, però va morir abans d'accedir al tron de la seva cosina llunyana, la reina Anna.
- Felip d'Orléans, era l'hereu presumpte a Lluís XV de França fins a la seva mort en 1723.
- Carles Lluís de Mecklenburg-Strelitz era l'hereu presumpte al seu mig germà Adolf Frederic III de Mecklenburg-Strelitz fins a la seva mort en 1752.
- August Guillem de Prússia era l'hereu presumpte al seu germà Frederic II de Prússia fins a la seva mort en 1758.
- Lluís de Mecklenburg-Schwerin era l'hereu presumpte al seu germà Frederic II de Mecklenburg-Schwerin fins a la seva mort en 1778.
- Federic, príncep hereu de Dinamarca, era l'hereu presumpte al seu mig germà Cristià VII de Dinamarca fins al naixement del seu mig-nebot Federic, qui el va reemplaçar.
- Federic, duc de York i Albany, germà del rei Jordi IV del Regne Unit, era l'hereu presumpte fins a la seva mort en 1827.
- Carles d'Espanya, comte de Molina, va ser l'hereu presumpte del seu germà del rei Ferran VII d'Espanya fins que Ferran VII va canviar la llei de successió en favor de la seva filla, que es va convertir en la reina Isabel II després de la mort del rei al setembre de 1833. Això va conduir a les guerres carlines a Espanya.
- Maximilià de Saxònia, príncep hereditari de Saxònia era l'hereu presumpte al seu germà Antoni I de Saxònia fins que va renunciar als seus drets en 1830.
- Francesc Carles d'Àustria, germà de l'emperador Ferran I d'Àustria, era l'hereu presumpte de tot el regne al seu germà fins a la revolució de 1848, que va obligar el seu germà a abdicar. Francesc també es va veure obligat a renunciar els seus drets en favor del seu fill Francesc Josep I d'Àustria.
- Victòria, princesa reial, la filla gran de la reina Victòria, era la presumpta hereva del Regne Unit fins que va néixer el seu germà menor, el príncep Albert Eduard, més tard Eduard VII, al novembre de 1841.
- Albert Eduard, que era hereu natural de la seva mare la reina Victòria, era l'hereu presumpte al seu oncle Ernest II, Duc de Saxònia-Coburg Gotha fins que va renunciar als seus drets a favor dels seus germans menors.
- Enric de Borbó-Parma, comte de Bardi, era l'hereu presumpte al seu germà Robert I de Parma fins que la monarquia va ser abolida en 1859.
- Carles Salvador d'Àustria-Toscana era l'hereu presumpte al seu germà Ferran IV de Toscana fins que la monarquia va ser abolida en 1860.
- Lluis, comte de Trani, era l'hereu presumpte al seu mig-germà Francesc II de les Dues Sicílies fins que la monarquia va ser abolida en 1861.
- Albert, príncep consort, era l'hereu presumpte al seu germà Ernest II, duc de Saxònia-Coburg Gotha fins a la seva mort en 1861.
- João, duc de Beja, era l'hereu presumpte al seu germà Lluís I de Portugal fins a la seva mort en 1861.
- Ferran de Dinamarca, príncep hereu de Dinamarca, era l'hereu presumpte al seu nebot, el rei Frederic VII de Dinamarca, fins a la seva mort cinc mesos abans del seu nebot en 1863.
- Guillem de Hessen-Kassel era l'hereu presumpte al seu cosí Frederic Guillem, elector de Hessen, fins que la monarquia va ser abolida en 1866.
- Guillem de Hesse-Philippsthal-Barchfeld era l'hereu presumpte al seu germà Alexis de Hesse-Philippsthal-Barchfeld, fins que la monarquia va ser abolida en 1866.
- Frederic de Württemberg era l'hereu presumpte al seu cosí i cunyat Carles I de Württemberg fins a la seva mort el 1870.
- Carles de Hessen-Darmstadt era l'hereu presumpte al seu germà Lluis III de Hessen-Darmstadt fins a la seva mort pocs mesos abans del seu germà en 1877.
- Leopold de Hohenzollern-Sigmaringen era l'hereu presumpte al seu germà Carles I de Romania fins que va renunciar als seus drets a favor dels seus fills.
- Guillem de Hohenzollern-Sigmaringen era l'hereu presumpte al seu oncle Carles I de Romania fins que va renunciar als seus drets a favor del seu germà menor, Ferran I de Romania.
- Maria de la Mercè, princesa d'Astúries, filla d'Alfons XII d'Espanya, era l'hereva presumpta des del seu naixement. Després de la mort del seu pare, el seu germà nascut pòstum Alfons es va convertir en rei Alfons XIII d'Espanya i ella va seguir sent l'hereva presumpta fins a la seva mort en 1905.
- Isabel del Brasil era l'hereva presumpta al tron de l'Imperi de Brasil. No obstant això, un cop d'estat el 1889 va proclamar la República al país i va deposar la monarquia.
- Jordi de Rússia, gran duc de Rússia, era l'hereu presumpte al seu germà Nicolau II de Rússia fins a la seva mort el 1899.
- Felip de Bèlgica, comte de Flandes, era l'hereu presumpte al seu germà gran, Leopold II de Bèlgica, després de la mort del seu nebot el príncep Leopold, duc de Brabant, fins a la seva mort en 1905.
- Carles Lluís Josep Maria d'Àustria era l'hereu presumpte al seu germà Francesc Josep I d'Àustria des del suïcidi del seu nebot Rodolf d'Àustria, fins que va renunciar als seus drets en favor del seu fill Francesc Ferran d'Àustria.
- Sofia dels Països Baixos era l'hereva presumpta a la seva neboda la reina Guillemina I dels Països Baixos fins a la seva mort en 1897.
- Artur del Regne Unit, duc de Connaught i Strathearn, era l'hereu presumpte al seu germà Alfred del Regne Unit, duc de Saxònia-Coburg Gotha, fins que renunciar als seus drets i el dels seus descendents en favor del seu nebot Carles Eduard I de Saxònia-Coburg Gotha.
- Maurici de Saxònia-Altenburg era l'hereu presumpte al seu germà Ernest I de Saxònia-Altenburg, fins a la seva mort el 1907.
- Alfons de Bragança, duc de Porto, va ser l'hereu presumpte del seu nebot Manuel II de Portugal fins a la monarquia va ser abolida en 1910.
- Leopold de Baviera, príncep regent de Baviera, era l'hereu presumpte al seu nebot Otó I de Baviera fins a la seva mort el 1912.
- Francesc Ferran d'Àustria va ser l'hereu presumpte al seu oncle Francesc Josep I d'Àustria fins al seu assassinat a Sarajevo el 28 de juny de 1914.
- Maximilià de Baden era l'hereu presumpte al seu cosí Frederic II de Baden fins que la monarquia va ser abolida en 1918.
- Carles Miquel de Mecklenburg era l'hereu presumpte a Adolf Frederic VI de Mecklenburg-Strelitz, fins que el tron va quedar vacant i més tard va ser abolida la monarquia en 1918.
- Ernest de Saxònia-Meiningen era l'hereu presumpte al seu germà Bernat III de Saxònia-Meiningen fins que la monarquia va ser abolida en 1918.
- Albert de Württemberg era l'hereu presumpte a Guillem II de Württemberg fins que la monarquia va ser abolida en 1918.
- Wolrad de Schaumburg-Lippe era l'hereu presumpte al seu germà Adolf II de Schaumburg-Lippe fins que la monarquia va ser abolida en 1918.
- Sizzo de Schwarzburg era l'hereu presumpte al seu cosí Günther Víctor de Schwarzburg fins que la monarquia va ser abolida en 1918.
- Enric XXVII de Reuss (línia menor), a més de governar el seu propi principat, era l'hereu presumpte al seu parent Enric XXIV de Reuss-Greiz fins que les dues monarquies van ser abolides el 1918.
- Chakrabongse Bhuvanath era l'hereu presumpte al seu germà Vajiravudh fins a la seva mort el 1920.
- Asdang Dejavudh era l'hereu presumpte al seu germà Vajiravudh fins a la seva mort el 1924.
- Varananda Dhavaj era l'hereu presumpte al seu oncle Vajiravudh fins a ser reemplaçat com a hereu pel seu altre oncle Prajadhipok el 1924.
- Mahidol Adulyadej era l'hereu presumpte al seu mig-germà Prajadhipok fins a la seva mort el 1929.
- Ciril de Bulgària era l'hereu presumpte al seu nebot Simeó II de Bulgària fins a la seva execució pels comunistes el 1945.
- Nicolau de Romania era l'hereu presumpte al seu nebot Miquel I de Romania fins que la monarquia va ser abolida el 1947.
- Carlota Grimaldi era la presumpta hereva al seu pare Lluís II de Mònaco fins que va renunciar als seus drets a favor del seu fill Rainier III de Mònaco.
- Knud de Dinamarca era l'hereu presumpte al seu germà el rei Frederic IX de Dinamarca, però una esmena a la Constitució de Dinamarca, el 1953 va proclamar presumpta hereva a la princesa Margarida, la filla gran del rei Frederic, més tard reina Margarida II de Dinamarca.
- Mohammed Ali Tewfik era l'hereu presumpte a Fuad II d'Egipte fins que la monarquia va ser abolida el 1953.
- Abd al-Ilah era l'hereu presumpte al seu nebot Faisal II d'Iraq fins que van ser executats el 1958.
- Bertil de Suècia era l'hereu presumpte al seu nebot Carles XVI Gustau de Suècia entre 1973 i 1979, fins al naixement del seu renebot Carles Felip de Suècia, que ho va reemplaçar.
- Carolina de Mònaco era l'hereva presumpta al seu germà Albert II de Mònaco entre 2005 i 2014, quan va ser reemplaçada pel naixement de la primera filla legítima d'Albert, la princesa Gabriela. Dos minuts més tard, Gabriela reemplaçada pel seu germà bessó el príncep Jaume, sota el sistema de preferència de la primogenitura masculina existent a Mònaco.
- Jigyel Ugyen Wangchuck era l'hereu presumpte al seu germà Jigme Khesar Namgyal Wangchuck entre 2006 i 2016, fins al naixement del seu nebot Jigme Namgyal Wangchuck.

## Exemples en la cultura popular
En la pel·lícula animada de Disney The Lion King, Scar és l'hereu presumpte de Pride Lands (les Terres del Regne), però la seva herència és desplaçada pel naixement de Simba, l'hereu natural, provocant d'aquesta manera tota la trama de la pel·lícula.
En les tres primeres temporades de la sèrie de televisió Downton Abbey, gran part del drama se centra en Mateu Crawley, el presumpte hereu de l'actual Earl de Grantham, Robert Crawley, després de la mort de dos parents més propers. Durant diversos mesos Mateu estava en risc de ser desplaçat quan l'esposa de Robert, Cora, va experimentar un embaràs a una edat avançada. Finalment, la comtessa va perdre el nadó; un nen. Després de la mort de Mateu al final de la tercera temporada, el seu fill va prendre el seu lloc com a hereu presumpte.
En la sèrie de Disney Un parell de Reis, el cosí dels reis, Lanny és el següent en línia per convertir-se en rei de Kinkow després que els seus cosins (que regnen junts) morin, però el seu lloc depèn de que tots els seus cosins no tinguin fills.
En pel·lícula animada de Disney Frozen: El regne del gel, la princesa Anna, com la germana menor de la reina Elsa, és la següent en la llista de successió.
En la readaptació de ThunderCats en 2011, Tygra, com el fill adoptiu del rei Claudus, era l'hereu presumpte al tron abans de ser desplaçat pel naixement de Lion-O.
En Joc de trons, Ramsay Bolton mata el seu pare i al seu germanastre nadó, ja que era l'hereu presumpte, mentre que el seu nou germà era l'hereu natural.